# Sauvetage-déblaiement
Le sauvetage-déblaiement (SD) consiste à rechercher des personnes ensevelies à la suite d'un séisme, une coulée de boue ou une explosion de grande ampleur.

## Techniques et matériel
L'intervention se produit toujours dans un environnement dégradé : les infrastructures sont défaillantes, le milieu est dangereux. Les techniques favorisent en général l'utilisation de matériel simple et robuste, facile à réparer et à improviser (« système D »), en particulier le froissartage.
La première préoccupation est la sécurisation des personnels : équipements de protection individuelle (casques, gants, lunettes, tenue solide, chaussures de sécurité, vêtements à haute visibilité), balisage des zones à risque, éclairage, gestion des personnels pour éviter la fatigue, le surmenage et le coup de chaleur d'effort (rotation des équipes, hydratation).
L'équipe doit également être totalement indépendante, d'un point de vue intendance et logistique : établissement d'un campement, nourriture, eau. En effet, dans le cas d'une projection sur un site lointain (à l'étranger) ou isolé, elle ne doit pas être une charge pour les autorités locales et doit pouvoir se prendre en charge malgré la destruction des infrastructures.
Les techniques comprennent :
- des techniques de détection : géostéréophone, équipes cynophiles, caméras thermiques, sondes ;
- des techniques de levage, de désensevelissement ;
- des techniques d'évacuation : descente ou remontée d'une victime.

La partie traitement de la victime proprement dit relève du secourisme et de la médecine d'urgence, avec l'établissement d'un hôpital de campagne, qui ne relève pas du sauvetage-déblaiement proprement dit. Le traitement des survivants valides de la catastrophe relève de la gestion de camp de réfugiés.

## Unités de sauvetage-déblaiement

### En France
En France, le sauvetage-déblaiement est la mission phare des Formations militaires de la sécurité civile (FORMISC, les UIISC). Les techniques sont aussi enseignées chez les sapeurs-pompiers ainsi que dans les associations de secourisme. De nombreux services d'incendie et de secours français disposent d'unités de sauvetage-déblaiement qui sont engagées régulièrement sur tout le territoire. Le sauvetage déblaiement est une spécialité des sapeurs-pompiers soumise à formation et à liste d'aptitude nationale.
Les missions du sauvetage-déblaiement sont :
- séismes, coulées  de boue, etc.
- désordres bâtimentaire , avis techniques, etc.
- effondrements de structure,
- détections et localisations de victimes,
- désincarcérations lourdes (accident de train, poids-lourds, etc.)

les missions sont bien différentes de celles du GRIMP car les longueurs de cordes sont limitées généralement à celle des lots de sauvetage et de protection contre les chutes (LSPCC). les missions sont faites en collaboration avec les équipes cynotechniques pour un gain de temps sur les détections/localisations des victimes et parfois affinées avec des moyens complémentaires spécifiques si nécessaires (caméra, écoute, etc.). le grimp peut être engagé si une ligne de vie doit être faite.

## Culture
Comme dans le prompt secours routier où le secouriste présent auprès de la victime est surnommé « écureuil », le sauveteur SD présent auprès de la victime durant les manœuvres de dégagement est appelé « furet ».